# Chappell Roan
Chappell Roan, artistnamn för Kayleigh Rose Amstutz, född 19 februari 1998 i Willard i Missouri, är en amerikansk sångare och låtskrivare.

## Biografi
Kayleigh Amstutz växte upp i Willard, Missouri som äldsta barnet av fyra. Hennes mor är veterinär och fadern sjuksköterska. Under uppväxten bodde den djupt kristna familjen i en så kallad trailer park(en).
I tonåren började hon sjunga och spela in videor på Youtube. Skivbolaget Atlantic Records upptäckte henne och  hon fick resa runt i USA för att skriva musik med olika producenter. Hon tog artistnamnet Chappell Roan: Chappell för att det var hennes farfars efternamn och Roan för att hans favoritlåt var "The Strawberry Roan". Hon har senare beskrivit Chappell Roan som en slags alternativ persona som är modigare och mer frispråkig än vad hon är själv.
2017 släppte hon sin första singel "Good hurt" och samma år kom EP:n School nights. Framgångarna uteblev dock och skivbolaget sade upp hennes kontrakt år 2020.
Så småningom fick Chappell Roan ett nytt skivkontrakt med Island Records och släppte 2023 sitt debutalbum The Rise and Fall of a Midwest Princess. Skivan fick goda recensioner, men inledningsvis inte särskilt mycket uppmärksamhet. I stället började singeln "Good luck, babe!" som släpptes i april 2024 uppmärksammas i sociala medier vilket gjorde att även albumet fick ett kommersiellt lyft. Som bäst klättrade albumet 2024 till plats två på Billboardlistan för album, och plats ett på Billboardlistan för vinylskivor. Singlarna "Good luck, babe!", "Red wine supernova", "Hot to go!", "Pink pony club" och "Casual" har alla legat på Billboards topp 100-lista för singlar.
Hon samarbetar ofta med låtskrivaren och producenten Dan Nigro och hennes musik är inspirerad av 1980-talets syntpop och pop från tidigt 2000-tal.
Under 2024 turnerade Chappell Roan som förband till Olivia Rodrigo. Hon har även gjort en egen turné med spelningar, bland annat på musikfestivaler. Vid MTV Video Music Awards utsågs hon till bästa nya artist. Hon vann BBC:s omröstning Sound of 2025 som utser det kommande årets mest lovande nykomling.

### Stil
Chappell Roan har en utmärkande stil med mycket smink, uppseendeväckande kläder, en nära koppling till dragkulturen, låtar med texter om lesbisk kärlek och lust samtidigt som hon har en stark och personlig närvaro på sociala medier.